# Damarete

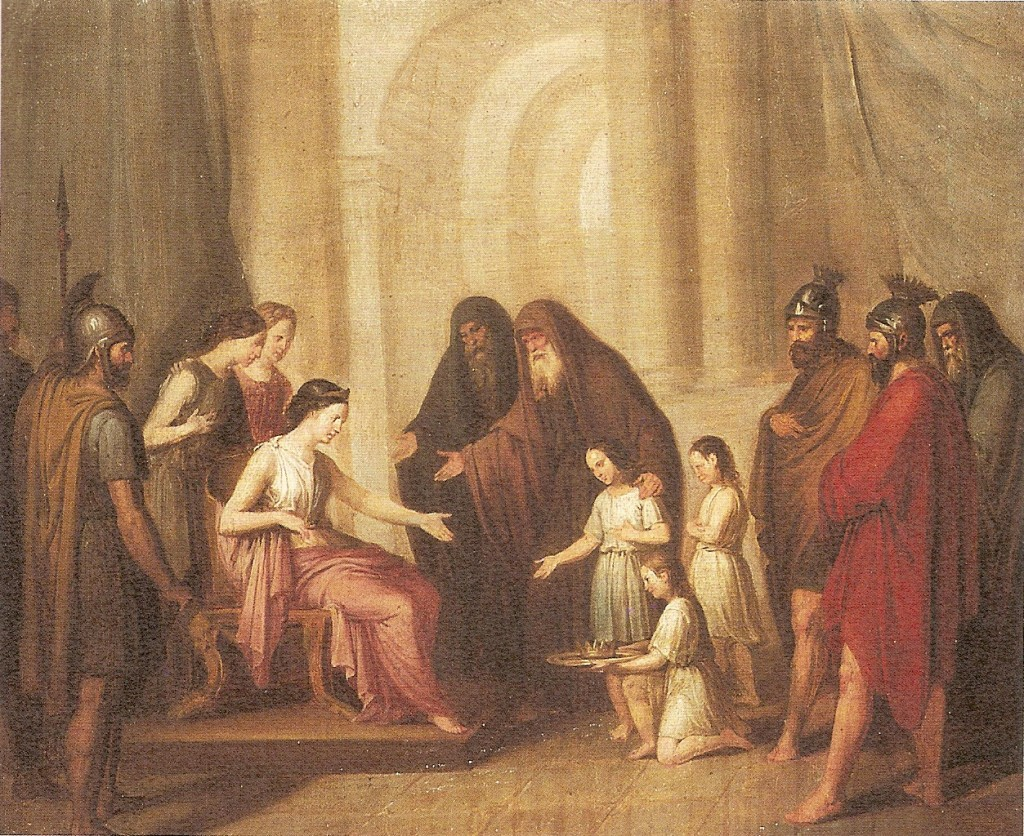
I cartaginesi offrono una corona d'oro a Damarete, moglie di Gelone. Dipinto di Francesco Vaccaro

Damarete o Demarete (in greco antico: Δαμαρέτη o Δημαρέτη?; fl. V secolo a.C.), figlia di Terone di Agrigento, è stata la sposa del tiranno di Siracusa Gelone e, morto lui, del fratello di quest'ultimo, Polizelo.

## Biografia
|          |                                      |                                      |          |                     |          |          |           |           |
|          |                                      |                                      |          | Dinomene il Vecchio |          |          |           |           |
|          |                                      |                                      |          |                     |          |          |           |           |
|          |                                      |                                      |          |                     |          |          |           |           |
|          | Gelone sp. Damarete figlia di Terone | Gelone sp. Damarete figlia di Terone | Gerone I | Gerone I            | Polizelo | Polizelo | Trasibulo | Trasibulo |
|          |                                      |                                      |          |                     |          |          |           |           |
|          |                                      |                                      |          |                     |          |          |           |           |
| (figlio) | (figlio)                             | (?)                                  | (?)      |                     |          |          |           |           |
|          |                                      |                                      |          |                     |          |          |           |           |
|          |                                      |                                      |          |                     |          |          |           |           |
|          |                                      | Ierocle                              |          |                     |          |          |           |           |

Nel 480 a.C., vinta la battaglia di Imera contro i cartaginesi, la regina Damarete invogliò il marito a liberare i cartaginesi catturati, ma in cambio pretese che nel trattato di pace fosse inclusa la clausola che proibiva ai cartaginesi di sacrificare al dio Baal i figli maschi primogeniti giunti al decimo anno di età. I cartaginesi, non solo accettarono la clausola ma le regalarono una corona d’oro in senso di gratitudine. Con l'oro ricavato da questa corona fece coniare una moneta chiamata poi Demareteion.